# NGC 6001
NGC 6001 је спирална галаксија у сазвежђу Северна круна која се налази на NGC листи објеката дубоког неба.
Деклинација објекта је + 28° 38' 30" а ректасцензија 15h 47m 45,9s. Привидна величина (магнитуда) објекта NGC 6001 износи 13,7 а фотографска магнитуда 14,4. NGC 6001 је још познат и под ознакама UGC 10036, MCG 5-37-27, CGCG 166-58, PGC 56056.